# Scotocesonia demerarae
Genre
Espèce
Scotocesonia demerarae, unique représentant du genre Scotocesonia, est une espèce d'araignées aranéomorphes de la famille des Gnaphosidae.

## Distribution
Cette espèce est endémique du Guyana.

## Étymologie
Son nom d'espèce lui a été donné en référence au lieu de sa découverte, la Demerara.

## Publication originale
- Caporiacco, 1947 : Diagnosi preliminari de specie nuove di aracnidi della Guiana Brittanica raccolte dai professori Beccari e Romiti. Monitore Zoologico Italiano, vol. 56, p. 20-34.